# Ardisia dichropetala
Ardisia dichropetala är en viveväxtart som beskrevs av Paul Carpenter Standley. Ardisia dichropetala ingår i släktet Ardisia och familjen viveväxter. Inga underarter finns listade i Catalogue of Life.